# Ciudad Real Madrid
 (août 2018).
Si vous disposez d'ouvrages ou d'articles de référence ou si vous connaissez des sites web de qualité traitant du thème abordé ici, merci de compléter l'article en donnant les références utiles à sa vérifiabilité et en les liant à la section « Notes et références ».
La Ciudad Real Madrid est un ensemble d'installations sportives propriété du Real Madrid Club de Fútbol qui se trouve au nord est de Madrid, dans les quartiers urbanistiques de Valdebebas, quartier de Valdefuentes, entre l'enceinte ferial Ifema et l'Aéroport de Madrid-Barajas. 
Elle remplace depuis 2003 la Ciudad Deportiva, vendue pour renflouer les dettes du club pour devenir un quartier d'affaires, Cuatro Torres Business Area.

## Équipements
La Ciudad Real Madrid s'étend sur plus de 150 ha, dont 30 ha de constructions. Le bâtiment principal de 9 935 m2, en forme de T, abrite des vestiaires, des salles de fitness et d'entraînement, des salles de conférences et des installations médicales pour les sportifs, les professionnels et les jeunes. La partie supérieure du T est réservée aux professionnels, la partie inférieure au centre de formation.
De plus, le bâtiment comprend également des commodités pour la presse et la radio. En mai 2013 l'aile nord a été agrandie, avec une résidence comprenant 60 chambres, des salles communes et de repos pour les joueurs et le staff des sections professionnelles de football et de basketball.
Autour des bâtiments se trouvent 12 terrains de football, dont 7 terrains en gazon naturel, les autres sont en gazon synthétique.
Depuis avril 2016, la section basketball dispose d'un complexe de 8 255 m2, avec 4 salles de sport, des vestiaires, des salles de fitness, des installations médicales et une salle de conférence. Suivant les manifestations la salle peut contenir jusqu'à 2000 spectateurs.
En janvier 2014, le club ouvre au nord du terrain un centre de formation de 7 533 m2 comprenant une résidence avec 50 chambres double, des espaces communs, des espaces de restauration et une école.

### Stade Alfredo Di Stéfano
Le stade Alfredo-Di-Stéfano, inauguré le 9 mai 2006, sert de stade pour l'équipe réserve du Real Madrid, la Real Madrid Castilla, d'une capacité actuelle de 8 400 places, le stade pourra après la phase d'extension disposer de 27 000 places assises.

## Accès
La Ciudad Real Madrid se trouve à proximité des autoroutes M11 et M12, sortie no 5 sur l'autoroute M11. A proximité des installations se trouve la gare Valdebebas de la ligne C1 de la Cercanías Madrid, en Bus on accède avec la ligne 171 à partir de la station de métro Mar de Cristal sur les lignes 4 et la ligne 8.